# Paragon Motor Company
Paragon Motor Company, vorher Paragon Motor Car Company, war ein US-amerikanischer Hersteller von Automobilen.

## Unternehmensgeschichte
Paul M. Hackenthal hatte bereits bei der Mercer Motors Corporation und der Templar Motor Car Company Erfahrungen im Automobilbau gesammelt. Er gründete 1920 die Paragon Motor Car Company in Cleveland in Ohio. Er begann mit der Produktion von Automobilen. Der Markenname lautete Paragon. Hackenthal war Ingenieur. Er brauchte Geldgeber.
J. Fred Kurtz aus Connellsville in Pennsylvania bot Geld an. Er wurde Präsident des Unternehmens. Im Februar 1921 wurden Fahrzeuge auf der Cleveland Automobile Show präsentiert. Wenig später war Hackenthal wieder auf sich alleine gestellt.
Im April 1921 erfolgte die Umfirmierung in Paragon Motor Company. Der Sitz war nun in Cumberland in Maryland. Philip M. Brake als Geldgeber wurde Präsident. Eine neue Fabrik wurde geplant und angekündigt. Trotzdem endete im gleichen Jahr die Produktion.
Insgesamt entstanden mindestens sieben Fahrzeuge.
Es gab keine Verbindung zur Detroit Automobile Manufacturing Company mit dem gleichen Markennamen.

## Fahrzeuge
Die Fahrzeuge hatten einen selbst entwickelten Vierzylindermotor mit OHV-Ventilsteuerung. Er leistete 60 PS. Das Fahrgestell hatte 310 cm Radstand. Überliefert sind Tourenwagen mit fünf Sitzen, Sportausführung mit vier Sitzen und Roadster mit zwei Sitzen. Das Leergewicht war mit 1361 kg angegeben. Der Neupreis betrug 3000 US-Dollar.